# 尤卡坦動胸龜
尤卡坦動胸龜（學名：Kinosternon creaseri）為動胸龜屬下的一種龜。發現於墨西哥的坎佩切州、金塔納羅奧州和尤卡坦州。